# Anne-Marie Ménand
Anne-Marie Ménand, née Marie Louise Ménan le 9 juin 1837 à Saint-Séglin en Ille-et-Vilaine, est une cuisinière ayant participé à la Commune de Paris, accusée d'avoir été incendiaire. Arrêtée, traduite devant le conseil de guerre, elle est condamnée à mort. Sa peine étant commuée, elle est déportée en Guyane.

## Biographie
Bretonne d'origine, Marie Louise Ménan naît le 9 juin 1837 à Saint-Séglin dans l'Ille-et-Vilaine. Elle est la fille de Barthélémy Ménan, laboureur, et de Périne Bertier, son épouse. Elle est parfois appelée Anne-Marie, Marie Josèphe ou Jeanne-Marie, Ménand ou Menans,.
Elle arrive à Paris à une date non connue. Elle est cuisinière jusqu'en 1867. Elle devient ensuite vendeuse de journaux, rue Royale et place de la Madeleine. Dans ce quartier, elle est connue sous le surnom de « la femme au chien jaune ». Elle habite à Vincennes en octobre 1870, vend de l'eau-de-vie aux soldats et se livre parfois à la prostitution. Pendant le siège de Paris, elle est condamnée à six jours de prison pour vol, en décembre 1870.
Après le début de la Commune de Paris, elle dit être revenue habiter Paris, et travaille avec sa belle-sœur qui gère une cantine. Anne-Marie Ménand participe au club de l'église Saint-Eustache, où elle prend la parole à plusieurs reprises.
Elle aurait soigné des blessés le 22 et le 23 mai. Elle est arrêtée le 24 mai, accusée d'avoir pris part aux incendies de la rue Royale ; ensuite libérée, elle est arrêtée de nouveau.
Elle comparaît devant le 4e conseil de guerre. Selon Édith Thomas, elle est avec Florence Van de Walle une des deux seules qui auraient peut-être pu participer à l'incendie. Mais aucun témoin ne l'a vue mettre le feu, et elle le nie ; elle est cependant condamnée à mort le 16 avril 1872. Sa peine étant commuée le 24 juillet 1872 en travaux forcés à perpétuité, elle est déportée en Guyane. Les sources n'indiquent pas ce qu'elle devient ensuite, la date et le lieu de sa mort ne semblent pas connus.

## Évocations en littérature, jugements
Comme elle est parfois appelée Jeanne-Marie, Édith Thomas pose la question de sa possible identification avec la « Jeanne-Marie » d'Arthur Rimbaud, dans son poème « Les Mains de Jeanne-Marie ».
Maxime Du Camp la décrit violemment : « Je n'ai jamais vu une laideur pareille à la sienne. Brune, l'œil écarquillé, les cheveux ternes et sales, le visage tout piolé de taches de rousseur, la lèvre mince et le rire bête, elle avait je ne sais quoi de sauvage qui rappelait l'effarement des oiseaux nocturnes subitement placés au soleil. Elle fut cruelle, naturellement, sans efforts, pour obéir à ses instincts »,.